# Norton St Philip
Norton St Philip è un villaggio e parrocchia civile dell'Inghilterra, appartenente alla contea del Somerset.